# بروس بافر
بروس بافر (متولد: ۲۱ مه ۱۹۵۷) گوینده مشهور مسابقات یواف‌سی است. وی برادر مایکل بافر، گوینده مشهور و با سابقه بوکس و کشتی حرفه‌ای است و همچنین با برادرش مالکیت یک شرکت به نام د بافر پارتنرشیپ را نیز دارند.

## پیوند
- بروس بافر در بانک اطلاعات اینترنتی فیلم‌ها